# Čulo kagan
Čulo kagan (turško Çula Han, poenostavljeno kitajsko 处罗, tradicionalno kitajsko 處羅, pinjin Chùluo Kěhàn, srednje kitajsko Guangjun), rojen kot Ašina Šičun, je bil tretji kagan Vzhodnega turškega kaganata, * ni znano, † 621. 
Na prestolu je nasledil svojega brata Šibi kagana in vladal 18 mesecev. 

## Vladanje
Ko je bil Ašina Šibobi še mladoleten, je očeta nasledil njegov starejši brat Ilteber šad (kitajsko 俟利弗設, pinjin sìlìfú shè) in njemu podelil vzhodna ozemlja. Ko je od dinastije Tang dobil velik davek, je prekinil pohod, ki ga je začel njegov starejši brat, in se vrnil domov. 
Za marionetnega kralja Suija je postavil Jang Džengdaja (隋國王),  posmrtnega sina Jang Džiana.  Med načrtovanjem velikega pohoda, ki mu ga je svetoval Liang Šidu, je sklenil zavezništvo z Vang Šičongom in Dou Džiandejem. Od Douja je zahteval, da prečka gorovje Tajhang in se sreča z njim v prefekturah Džin (晉州), približno v današnjem Linfenu, Šanši, in Džiang (絳州), približno današnji Jučeng, Šanši.  
Med načrtovanjem je umrl zaradi bolezni ali bil morda zastrupljen. Zastrupil naj bi ga minister Dženg Juanšu. Vsi osumljeni so bili na Ilig kaganov (鄭元璹) ukaz usmrčeni.

## Družina
Poročen je bil s princeso Jičeng (義成公主) in imel več drugih žena. Otroci: 
- Ašina Momo (阿史那摸末, 607 - 649), imenovan za juše šada
- Ašina šer (阿史那社爾, 609-655), v mladosti imenovan za šada, poročen s princeso Hengjang  (衡陽公主)
- Ašina Danaj (阿史那大奈), ki se je kasneje preimenoval v Ši Danaja (史大奈) in postal general vojske dinastije Tang[4]

## Vir
- Zongzheng, Xue (1992). "A History of Turks". Beijing: Chinese Social Sciences Press. ISBN 7-5004-0432-8. str. 208-213.

| Čulo kagan Klan Ašina  |                                           |                       |
| Predhodnik: Šibi kagan | Kagan Vzhodnega turškega kaganata 619–621 | Naslednik: Ilig kagan |